# Agneau noir et Faucon gris
Agneau noir et Faucon gris : Un voyage à travers la Yougoslavie (Black Lamb and Grey Falcon) est un récit de voyage de Rebecca West publié en 1941.
La femme de lettres britannique y relate la traversée du royaume de Yougoslavie qu'elle a effectuée en 1937. L'œuvre est en partie consacrée à l'histoire et à la politique des Balkans.
Elle a été traduite en français par Gérard Joulié en 2000.

## Note
1. ↑  Marc Semo, « Rebecca West, tempérament balkanique », Libération,‎ 21 septembre 2000 (lire en ligne)